# Clásico Army-Navy
El clásico Army-Navy es un encuentro tradicional de fútbol americano universitario de Estados Unidos entre los equipos de los Navy Midshipmen de la Academia Naval de los Estados Unidos y los Army Black Knights de la Academia Militar de los Estados Unidos. El partido ha encarnado la característica rivalidad existente entre las Fuerzas Armadas de los Estados Unidos. 
El encuentro marca el final de la temporada regular de fútbol americano universitario y el tercer y último partido de la temporada del Trofeo Comandante en Jefe, que también lo disputan los Air Force Falcons de la Academia de la Fuerza Aérea de los Estados Unidos.
El partido Army-Navy es una de las rivalidades más tradicionales y perdurables del fútbol universitario, es televisado a nivel nacional por la cadena CBS, que ha emitido el encuentro todos los años desde 1984, con excepción del periodo de 1991 a 1995 que fue televisado por la cadena ABC.
El juego más reciente (125°), se celebró en el FedExField en Landover, el 14 de diciembre de 2024. Los Navy Midshipmen ganaron el partido con un marcador de 31–13.
Los Navy Midshipmen lideran la serie con un total de 63 victorias, 55 derrotas y 7 empates.

## Historia

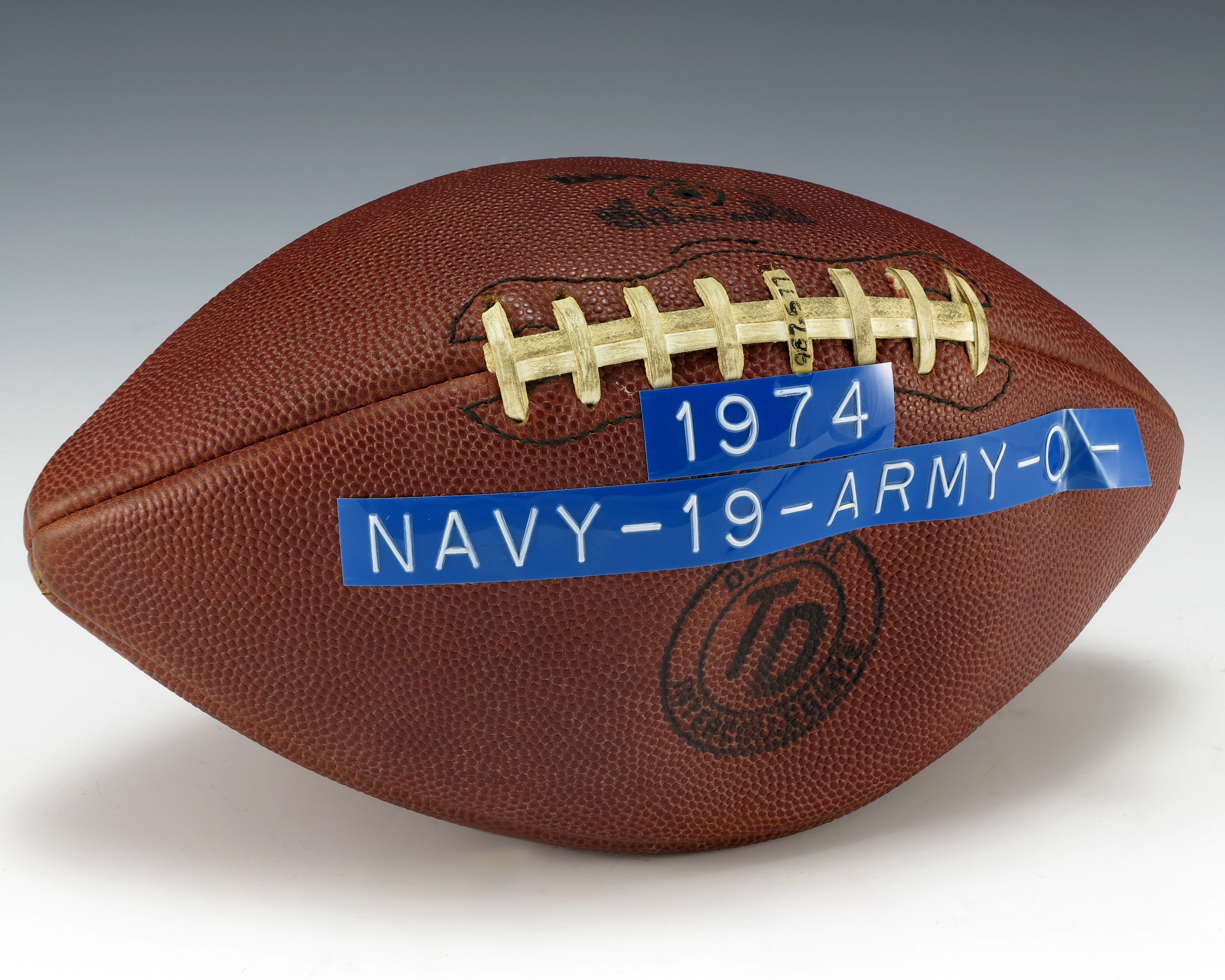
Balón usado en el partido de 1974

El primer juego se jugó en 1890 con victoria para Navy por 24-0. El juego se ha jugado anualmente con excepción de los años 1909, 1917, 1918, 1929. Se ha jugado en diversos lugares a lo largo de su historia, pero mayormente se jugó en Filadelfia. Históricamente jugado el sábado después de Acción de gracias (una fecha en que la mayoría de los equipos principales de las Universidades terminan su temporada regular) el juego ahora se juega el segundo sábado en diciembre y es tradicionalmente el último partido de la temporada para ambos equipos y el último partido de temporada regular jugado en la División I de la NCAA del fútbol americano. Con la expansión permanente de la temporada regular de 12 partidos a partir de 2006, varios juegos de campeonato de conferencia se unieron al juego Army-Navy en su fecha vigente en ese momento de la primera semana de diciembre. En 2009, el juego fue movido desde el primer sábado de diciembre para el segundo sábado; esto significa que ya no se entra en conflicto con los juegos de campeonato de conferencia. En 2014 los Navy Midshipmen han ganado su 13° juego seguido siendo la racha más larga de la historia.

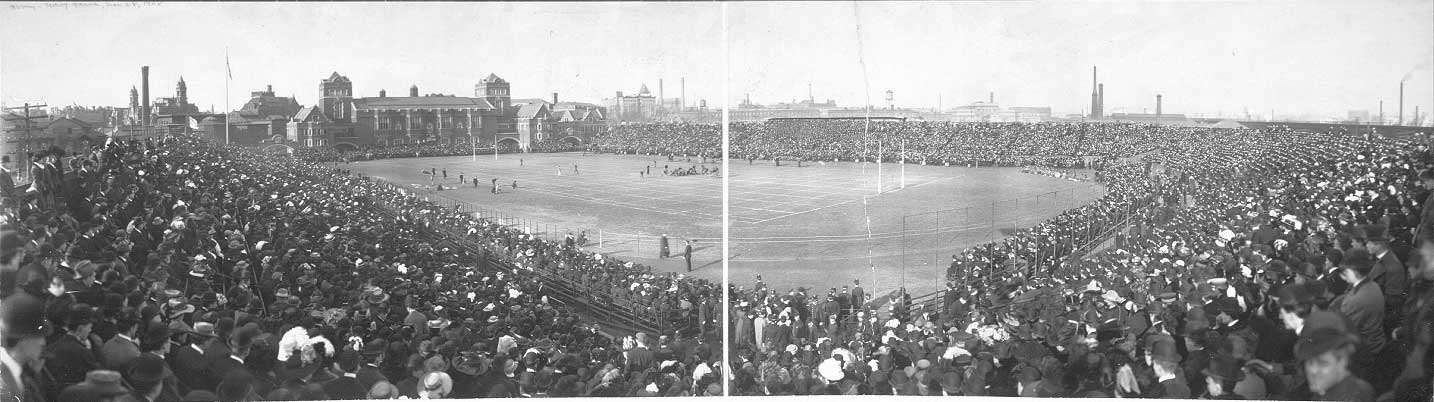
Partido entre Army y Navy disputado en 1908.

## Historial
| Ganó Navy Midshipmen | Ganó Army Black Knights | Empates |
| 63                   | 55                      | 7       |

| Año  | Ganador | Marcador | Estadio                 | Ciudad               | Series         |
| ---- | ------- | -------- | ----------------------- | -------------------- | -------------- |
| 1890 | Navy    | 24–0     | "The Plain", USMA       | West Point, New York | Navy 1-0       |
| 1891 | Army    | 32–16    | Worden Field, USNA      | Annapolis, MD        | Empate 1-1     |
| 1892 | Navy    | 12–4     | "The Plain", USMA       | West Point, New York | Navy 2-1       |
| 1893 | Navy    | 6–4      | Worden Field, USNA      | Annapolis, MD        | Navy 3-1       |
| 1899 | Army    | 17–5     | Franklin Field          | Filadelfia, PA       | Navy 3-2       |
| 1900 | Navy    | 11–7     | Franklin Field          | Filadelfia, PA       | Navy 4-2       |
| 1901 | Army    | 11–5     | Franklin Field          | Filadelfia, PA       | Navy 4-3       |
| 1902 | Army    | 22–8     | Franklin Field          | Filadelfia, PA       | Empate 4-4     |
| 1903 | Army    | 40–5     | Franklin Field          | Filadelfia, PA       | Army 5-4       |
| 1904 | Army    | 11–0     | Franklin Field          | Filadelfia, PA       | Army 6-4       |
| 1905 | Empate  | 6–6      | University Field        | Princeton, NJ        | Army 6-4-1     |
| 1906 | Navy    | 10–0     | Franklin Field          | Filadelfia, PA       | Army 6-5-1     |
| 1907 | Navy    | 6–0      | Franklin Field          | Filadelfia, PA       | Empate 6-6-1   |
| 1908 | Army    | 6–4      | Franklin Field          | Filadelfia, PA       | Army 7-6-1     |
| 1910 | Navy    | 3–0      | Franklin Field          | Filadelfia, PA       | Empate 7-7-1   |
| 1911 | Navy    | 3–0      | Franklin Field          | Filadelfia, PA       | Navy 8-7-1     |
| 1912 | Navy    | 6–0      | Franklin Field          | Filadelfia, PA       | Navy 9-7-1     |
| 1913 | Army    | 22–9     | Polo Grounds            | New York             | Navy 9-8-1     |
| 1914 | Army    | 20–0     | Franklin Field          | Filadelfia, PA       | Empate 9-9-1   |
| 1915 | Army    | 14–0     | Polo Grounds            | New York             | Army 10-9-1    |
| 1916 | Army    | 15–7     | Polo Grounds            | New York             | Army 11-9-1    |
| 1919 | Navy    | 6–0      | Polo Grounds            | New York             | Army 11-10-1   |
| 1920 | Navy    | 7–0      | Polo Grounds            | New York             | Empate 11-11-1 |
| 1921 | Navy    | 7–0      | Polo Grounds            | New York             | Navy 12-11-1   |
| 1922 | Army    | 17–14    | Franklin Field          | Filadelfia, PA       | Empate 12-12-1 |
| 1923 | Empate  | 0–0      | Polo Grounds            | New York             | Empate 12-12-2 |
| 1924 | Army    | 12–0     | Memorial Stadium        | Baltimore, MD        | Army 13-12-2   |
| 1925 | Army    | 10–3     | Polo Grounds            | New York             | Army 14-12-2   |
| 1926 | Empate  | 21–21    | Soldier Field           | Chicago, IL          | Army 14-12-3   |
| 1927 | Army    | 14–9     | Polo Grounds            | New York             | Army 15-12-3   |
| 1930 | Army    | 6–0      | Yankee Stadium          | New York             | Army 16-12-3   |
| 1931 | Army    | 17–7     | Yankee Stadium          | New York             | Army 17-12-3   |
| 1932 | Army    | 20–0     | Franklin Field          | Filadelfia, PA       | Army 18-12-3   |
| 1933 | Army    | 12–7     | Franklin Field          | Filadelfia, PA       | Army 19-12-3   |
| 1934 | Navy    | 3–0      | Franklin Field          | Filadelfia, PA       | Army 19-13-3   |
| 1935 | Army    | 28–6     | Franklin Field          | Filadelfia, PA       | Army 20-13-3   |
| 1936 | Navy    | 7–0      | Municipal Stadium       | Filadelfia, PA       | Army 20-14-3   |
| 1937 | Army    | 6–0      | Municipal Stadium       | Filadelfia, PA       | Army 21-14-3   |
| 1938 | Army    | 14–7     | Municipal Stadium       | Filadelfia, PA       | Army 22-14-3   |
| 1939 | Navy    | 10–0     | Municipal Stadium       | Filadelfia, PA       | Army 22-15-3   |
| 1940 | Navy    | 14–0     | Municipal Stadium       | Filadelfia, PA       | Army 22-16-3   |
| 1941 | Navy    | 14–6     | Municipal Stadium       | Filadelfia, PA       | Army 22-17-3   |
| 1942 | Navy    | 14–0     | Thompson Stadium        | Annapolis, MD        | Army 22-18-3   |
| 1943 | Navy    | 13–0     | Michie Stadium          | West Point, New York | Army 22-19-3   |
| 1944 | Army    | 23–7     | Memorial Stadium        | Baltimore, MD        | Army 23-19-3   |
| 1945 | Army    | 32–13    | Municipal Stadium       | Filadelfia, PA       | Army 24-19-3   |
| 1946 | Army    | 21–18    | Municipal Stadium       | Filadelfia, PA       | Army 25-19-3   |
| 1947 | Army    | 21–0     | Municipal Stadium       | Filadelfia, PA       | Army 26-19-3   |
| 1948 | Empate  | 21–21    | Municipal Stadium       | Filadelfia, PA       | Army 26-19-4   |
| 1949 | Army    | 38–0     | Municipal Stadium       | Filadelfia, PA       | Army 27-19-4   |
| 1950 | Navy    | 14–2     | Municipal Stadium       | Filadelfia, PA       | Army 27-20-4   |
| 1951 | Navy    | 42–7     | Municipal Stadium       | Filadelfia, PA       | Army 27-21-4   |
| 1952 | Navy    | 7–0      | Municipal Stadium       | Filadelfia, PA       | Army 27-22-4   |
| 1953 | Army    | 20–7     | Municipal Stadium       | Filadelfia, PA       | Army 28-22-4   |
| 1954 | Navy    | 27–20    | Municipal Stadium       | Filadelfia, PA       | Army 28-23-4   |
| 1955 | Army    | 14–6     | Municipal Stadium       | Filadelfia, PA       | Army 29-23-4   |
| 1956 | Empate  | 7–7      | Municipal Stadium       | Filadelfia, PA       | Army 29-23-5   |
| 1957 | Navy    | 14–0     | Municipal Stadium       | Filadelfia, PA       | Army 29-24-5   |
| 1958 | Army    | 22–6     | Municipal Stadium       | Filadelfia, PA       | Army 30-24-5   |
| 1959 | Navy    | 43–12    | Municipal Stadium       | Filadelfia, PA       | Army 30-25-5   |
| 1960 | Navy    | 17–12    | Municipal Stadium       | Filadelfia, PA       | Army 30-26-5   |
| 1961 | Navy    | 13–7     | Municipal Stadium       | Filadelfia, PA       | Army 30-27-5   |
| 1962 | Navy    | 34–14    | Municipal Stadium       | Filadelfia, PA       | Army 30-28-5   |
| 1963 | Navy    | 21–15    | Municipal Stadium       | Filadelfia, PA       | Army 30-29-5   |
| 1964 | Army    | 11–8     | John F. Kennedy Stadium | Filadelfia, PA       | Army 31-29-5   |
| 1965 | Empate  | 7–7      | John F. Kennedy Stadium | Filadelfia, PA       | Army 31-29-6   |
| 1966 | Army    | 20–7     | John F. Kennedy Stadium | Filadelfia, PA       | Army 32-29-6   |
| 1967 | Navy    | 19–14    | John F. Kennedy Stadium | Filadelfia, PA       | Army 32-30-6   |
| 1968 | Army    | 21–14    | John F. Kennedy Stadium | Filadelfia, PA       | Army 33-30-6   |
| 1969 | Army    | 27–0     | John F. Kennedy Stadium | Filadelfia, PA       | Army 34-30-6   |
| 1970 | Navy    | 11–7     | John F. Kennedy Stadium | Filadelfia, PA       | Army 34-31-6   |
| 1971 | Army    | 24–23    | John F. Kennedy Stadium | Filadelfia, PA       | Army 35-31-6   |
| 1972 | Army    | 23–15    | John F. Kennedy Stadium | Filadelfia, PA       | Army 36-31-6   |
| 1973 | Navy    | 51–0     | John F. Kennedy Stadium | Filadelfia, PA       | Army 36-32-6   |
| 1974 | Navy    | 19–0     | John F. Kennedy Stadium | Filadelfia, PA       | Army 36-33-6   |
| 1975 | Navy    | 30–6     | John F. Kennedy Stadium | Filadelfia, PA       | Army 36-34-6   |
| 1976 | Navy    | 38–10    | John F. Kennedy Stadium | Filadelfia, PA       | Army 36-35-6   |
| 1977 | Army    | 17–14    | John F. Kennedy Stadium | Filadelfia, PA       | Army 37-35-6   |
| 1978 | Navy    | 28–0     | John F. Kennedy Stadium | Filadelfia, PA       | Army 37-36-6   |
| 1979 | Navy    | 31–7     | John F. Kennedy Stadium | Filadelfia, PA       | Empate 37-37-6 |
| 1980 | Navy    | 33–6     | Veterans Stadium        | Filadelfia, PA       | Navy 38-37-6   |
| 1981 | Empate  | 3–3      | Veterans Stadium        | Filadelfia, PA       | Navy 38-37-7   |
| 1982 | Navy    | 24–7     | Veterans Stadium        | Filadelfia, PA       | Navy 39-37-7   |
| 1983 | Navy    | 42–13    | Rose Bowl               | Pasadena, CA         | Navy 40-37-7   |
| 1984 | Army    | 28–11    | Veterans Stadium        | Filadelfia, PA       | Navy 40-38-7   |
| 1985 | Navy    | 17–7     | Veterans Stadium        | Filadelfia, PA       | Navy 41-38-7   |
| 1986 | Army    | 27–7     | Veterans Stadium        | Filadelfia, PA       | Navy 41-39-7   |
| 1987 | Army    | 17–3     | Veterans Stadium        | Filadelfia, PA       | Navy 41-40-7   |
| 1988 | Army    | 20–15    | Veterans Stadium        | Filadelfia, PA       | Empate 41-41-7 |
| 1989 | Navy    | 19–17    | Giants Stadium          | East Rutherford, NJ  | Navy 42-41-7   |
| 1990 | Army    | 30–20    | Veterans Stadium        | Filadelfia, PA       | Empate 42-42-7 |
| 1991 | Navy    | 24–3     | Veterans Stadium        | Filadelfia, PA       | Navy 43-42-7   |
| 1992 | Army    | 25–24    | Veterans Stadium        | Filadelfia, PA       | Empate 43-43-7 |
| 1993 | Army    | 16–14    | Giants Stadium          | East Rutherford, NJ  | Army 44-43-7   |
| 1994 | Army    | 22–20    | Veterans Stadium        | Filadelfia, PA       | Army 45-43-7   |
| 1995 | Army    | 14–13    | Veterans Stadium        | Filadelfia, PA       | Army 46-43-7   |
| 1996 | Army    | 28–24    | Veterans Stadium        | Filadelfia, PA       | Army 47-43-7   |
| 1997 | Navy    | 39–7     | Giants Stadium          | East Rutherford, NJ  | Army 47-44-7   |
| 1998 | Army    | 34–30    | Veterans Stadium        | Filadelfia, PA       | Army 48-44-7   |
| 1999 | Navy    | 19–9     | Veterans Stadium        | Filadelfia, PA       | Army 48-45-7   |
| 2000 | Navy    | 30–28    | M&T Bank Stadium        | Baltimore, MD        | Army 48-46-7   |
| 2001 | Army    | 26–17    | Veterans Stadium        | Filadelfia, PA       | Army 49-46-7   |
| 2002 | Navy    | 58–12    | Giants Stadium          | East Rutherford, NJ  | Army 49-47-7   |
| 2003 | Navy    | 34–6     | Lincoln Financial Field | Filadelfia, PA       | Army 49-48-7   |
| 2004 | Navy    | 42–13    | Lincoln Financial Field | Filadelfia, PA       | Empate 49-49-7 |
| 2005 | Navy    | 42–23    | Lincoln Financial Field | Filadelfia, PA       | Navy 50-49-7   |
| 2006 | Navy    | 26–14    | Lincoln Financial Field | Filadelfia, PA       | Navy 51-49-7   |
| 2007 | Navy    | 38–3     | M&T Bank Stadium        | Baltimore, MD        | Navy 52-49-7   |
| 2008 | Navy    | 34–0     | Lincoln Financial Field | Filadelfia, PA       | Navy 53-49-7   |
| 2009 | Navy    | 17–3     | Lincoln Financial Field | Filadelfia, PA       | Navy 54-49-7   |
| 2010 | Navy    | 31–17    | Lincoln Financial Field | Filadelfia, PA       | Navy 55-49-7   |
| 2011 | Navy    | 27–21    | FedEx Field             | Landover, MD         | Navy 56-49-7   |
| 2012 | Navy    | 17–13    | Lincoln Financial Field | Filadelfia, PA       | Navy 57-49-7   |
| 2013 | Navy    | 34–7     | Lincoln Financial Field | Filadelfia, PA       | Navy 58-49-7   |
| 2014 | Navy    | 17–10    | M&T Bank Stadium        | Baltimore, MD        | Navy 59-49-7   |
| 2015 | Navy    | 21–17    | Lincoln Financial Field | Filadelfia, PA       | Navy 60-49-7   |
| 2016 | Army    | 21–17    | M&T Bank Stadium        | Baltimore, MD        | Navy 60-50-7   |
| 2017 | Army    | 14–13    | Lincoln Financial Field | Filadelfia, PA       | Navy 60-51-7   |
| 2018 | Army    | 17–10    | Lincoln Financial Field | Filadelfia, PA       | Navy 60-52-7   |
| 2019 | Navy    | 31–7     | Lincoln Financial Field | Filadelfia, PA       | Navy 61-52-7   |
| 2020 | Army    | 15–10    | Michie Stadium          | West Point, New York | Navy 61-53-7   |
| 2021 | Navy    | 17–13    | MetLife Stadium         | East Rutherford, NJ  | Navy 62-53-7   |
| 2022 | Army    | 20–17    | Lincoln Financial Field | Filadelfia, PA       | Navy 62-54-7   |
| 2023 | Army    | 17–11    | Gillette Stadium        | Foxborough, MA       | Navy 62-55-7   |
| 2024 | Navy    | 31–13    | FedExField              | Landover, Maryland   | Navy 63-55-7   |

### Futuras sedes[4]
- 13 de diciembre de 2025 - M&T Bank Stadium en Baltimore
- 12 de diciembre de 2026 - MetLife Stadium en East Rutherford, New Jersey
- 11 de diciembre de 2027 - Lincoln Financial Field en Philadelphia

### Partidos por estadio
| Estadio                      | Juegos | Victorias Army | Victorias Navy | Empates | Primer juego | Último juego |
| ---------------------------- | ------ | -------------- | -------------- | ------- | ------------ | ------------ |
| John F. Kennedy Stadium      | 41     | 16             | 22             | 3       | 1936         | 1979         |
| Franklin Field               | 18     | 11             | 7              | 0       | 1899         | 1935         |
| Veterans Stadium             | 17     | 11             | 5              | 1       | 1980         | 2001         |
| Lincoln Financial Field      | 14     | 3              | 11             | 0       | 2003         | 2022         |
| Polo Grounds                 | 9      | 5              | 3              | 1       | 1913         | 1927         |
| Giants Stadium               | 4      | 1              | 3              | 0       | 1989         | 2002         |
| M&T Bank Stadium             | 4      | 1              | 3              | 0       | 2000         | 2016         |
| The Plain                    | 2      | 0              | 2              | 0       | 1890         | 1892         |
| Worden Field                 | 2      | 1              | 1              | 0       | 1891         | 1893         |
| Memorial Stadium (Baltimore) | 2      | 2              | 0              | 0       | 1924         | 1944         |
| Yankee Stadium               | 2      | 2              | 0              | 0       | 1930         | 1931         |
| Michie Stadium               | 2      | 1              | 1              | 0       | 1943         | 2020         |
| FedExField                   | 2      | 0              | 2              | 0       | 2011         | 2024         |
| Osborne Field                | 1      | 0              | 0              | 1       | 1905         | 1905         |
| Soldier Field                | 1      | 0              | 0              | 1       | 1926         | 1926         |
| Thompson Stadium             | 1      | 0              | 1              | 0       | 1942         | 1942         |
| Rose Bowl Stadium            | 1      | 0              | 1              | 0       | 1983         | 1983         |
| MetLife Stadium              | 1      | 0              | 1              | 0       | 2021         | 2021         |
| Gillette Stadium             | 1      | 1              | 0              | 0       | 2023         | 2023         |

### Juegos por ciudad
| Estadio                     | Juegos | Army victorias | Navy victorias | Empates |
| --------------------------- | ------ | -------------- | -------------- | ------- |
| Filadelfia                  | 90     | 41             | 45             | 4       |
| Nueva York                  | 11     | 7              | 3              | 1       |
| Baltimore                   | 6      | 3              | 3              | 0       |
| East Rutherford, New Jersey | 5      | 1              | 4              | 0       |
| Annapolis, Maryland         | 3      | 1              | 2              | 0       |
| West Point, Nueva York      | 4      | 1              | 3              | 0       |
| Landover, Maryland          | 2      | 0              | 2              | 0       |
| Chicago                     | 1      | 0              | 0              | 1       |
| Pasadena, California        | 1      | 0              | 1              | 0       |
| Princeton, New Jersey       | 1      | 0              | 0              | 1       |
| Foxborough, Massachusetts   | 1      | 1              | 0              | 0       |